# Mindfields
«Mindfields» — десятий студійний альбом гурту «Toto», випущений у березні 1999 року, лейблом Sony Music.

## Композиції
1. "After You've Gone" – 6:37
2. "Mysterious Ways" - 3:42
3. "Mindfields" – 6:04
4. "High Price of Hate" – 9:22
5. "Selfish" – 5:30
6. "No Love" – 4:34
7. "Caught in the Balance" – 6:21
8. "Last Love" (Lukather/Paich) – 4:58
9. "Mad About You" – 4:24
10. "One Road" – 3:45
11. "Melanie" – 5:19
12. "Cruel" – 5:57
13. "Better World (Parts I, II & III)" – 7:50
14. "Spanish Steps Of Rome" – 4:27

## Персоналії
Toto
- Боббі Кімбелл: вокал
- Стів Лукатер: гітара, бек-вокал, лід-вокал у піснях 1, 2, 6, 8, 11 та 13
- Девід Пейч: клавішні, бек-вокал, лід-вокал у 14 пісні
- Майк Поркаро: бас-гітара
- Саймон Філіпс: барабани

Запрошені музиканти
- Clint Black: губна гармоніка та бек-вокал у шостому треку
- Timothy B. Schmit: бек-вокал у піснях 1, 2, 5, 11
- Richard Page: бек-вокал у піснях 3, 7, 9, 12

## Виноски
1. ↑  Johnson, Howard. Review: Toto - Mind Fields (sic). Q. EMAP Metro Ltd (July 1999): 125.